# Операція «Прейінг Мантіс»
Операція «Прейінг Мантіс» (англ. Operation Praying Mantis) — військова операція збройних сил США, що проводилася під час операції «Ернест Вілл» часів Ірано-іракської війни у Перській затоці як помста за мінування іранськими військово-морськими силами морських шляхів комунікацій та пошкодження американського військового корабля.
14 квітня 1988 року американський фрегат «Семуель Робертс» підірвався на іранській морській міні в 65 милях на схід від Бахрейну. Внаслідок вибуху корабель отримав значні пошкодження, й екіпажу протягом 5-ти годин довелося битися за живучість фрегату, який ледве врятували. 10 матросів дістали поранень. Американські водолази порівняли серійні номери на рештках міни, на якій підірвався фрегат з тими, що були захоплені у вересні 1987 року на іранському спеціалізованому десантному судні «Іран Аджір», повну ідентичність, котра відповідно свідчила про безпосередню причетність іранських військових до веденні протиправних дій у міжнародних водах.
У відповідь, американці провели операцію відплати й атакували два іранські фрегати «Сабалан» та «Саханд», а також нафтові платформи на нафтових полях «Сіррі» й «Сассан».

## Історія
Зранку 18 квітня 1988 року ВМС США групи надводних кораблів за підтримки палубної авіації авіаносця «Ентерпрайз» та крейсерського супроводження «Тракстон», розпочали атаку на визначені об'єкти. Дія розпочалася з узгоджених ударів двох поверхневих груп.

Карта регіону, де проводилася операція «Прейінг Мантіс»

### Група «Браво»
О 8:00, перша американська група кораблів «Браво» у складі ескадрених міноносців «Мерріл» (з протичовновими вертольотами SH-2 «Сіспрайт»), «Лінде Маккормік» і корабля-дока USS «Трентон» (з підрозділом морської піхоти на борту та протичовновими вертольотами з «Семуель Робертс») підійшла до платформи «Сассан». По радіо було передано ультиматум, що вимагає від іранських військових евакуювати персонал з платформи протягом 20 хвилин. Американці почекали визначений час і почали артилерійський обстріл платформи зі 127-міліметрових гармат Mark-45.

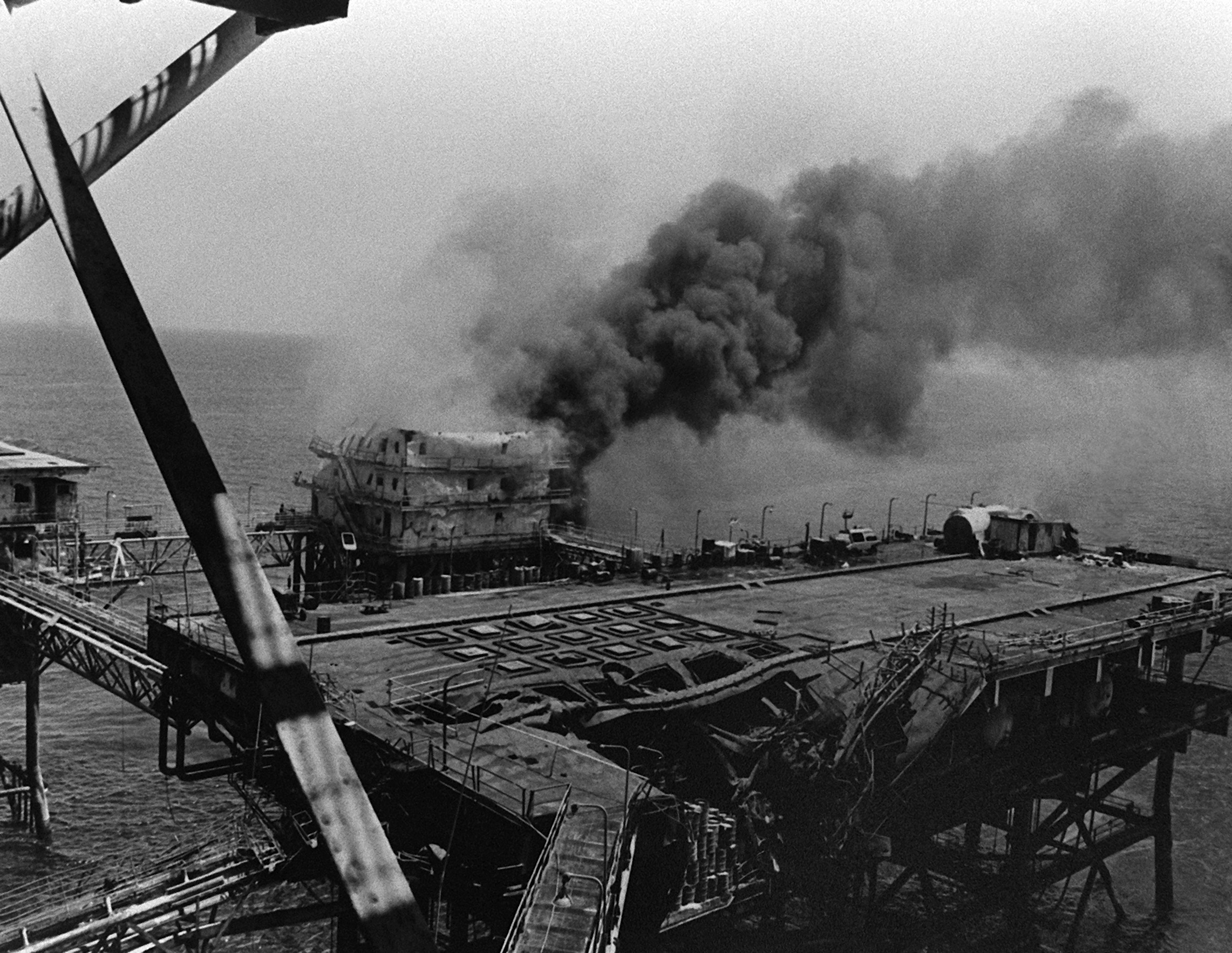
Нафтова платформа «Сассан» після бою. 18 квітня 1988

У відповідь іранці почали вогонь зі зчетверених зенітних установок ЗУ-23-2, але після короткої перестрілки іранські гармати замовкли і охорона платформи запросила про припинення вогню. Американське командування дало згоду, і обстріл був припинений. Ще через деякий час пришвартований до платформи буксир покинув її з більшою частиною гарнізону.
Після евакуації американські кораблі знову відкрили вогонь по вцілілих зенітних установок за підтримки ударних вертольотів морської піхоти AH-1 «Кобра», які піднялися з десантного корабля «Трентон». Незабаром загін морської піхоти США висадився на платформу і захопив єдиного пораненого іранського солдата (якого переправили потім до шпиталю у Бахрейні), певну кількість зброї та військові документи. Після евакуації морської піхоти платформа була остаточно знищена за допомогою підривних зарядів. Група «Браво» отримала наказ продовжити рух до нафтової платформи «Ракш».

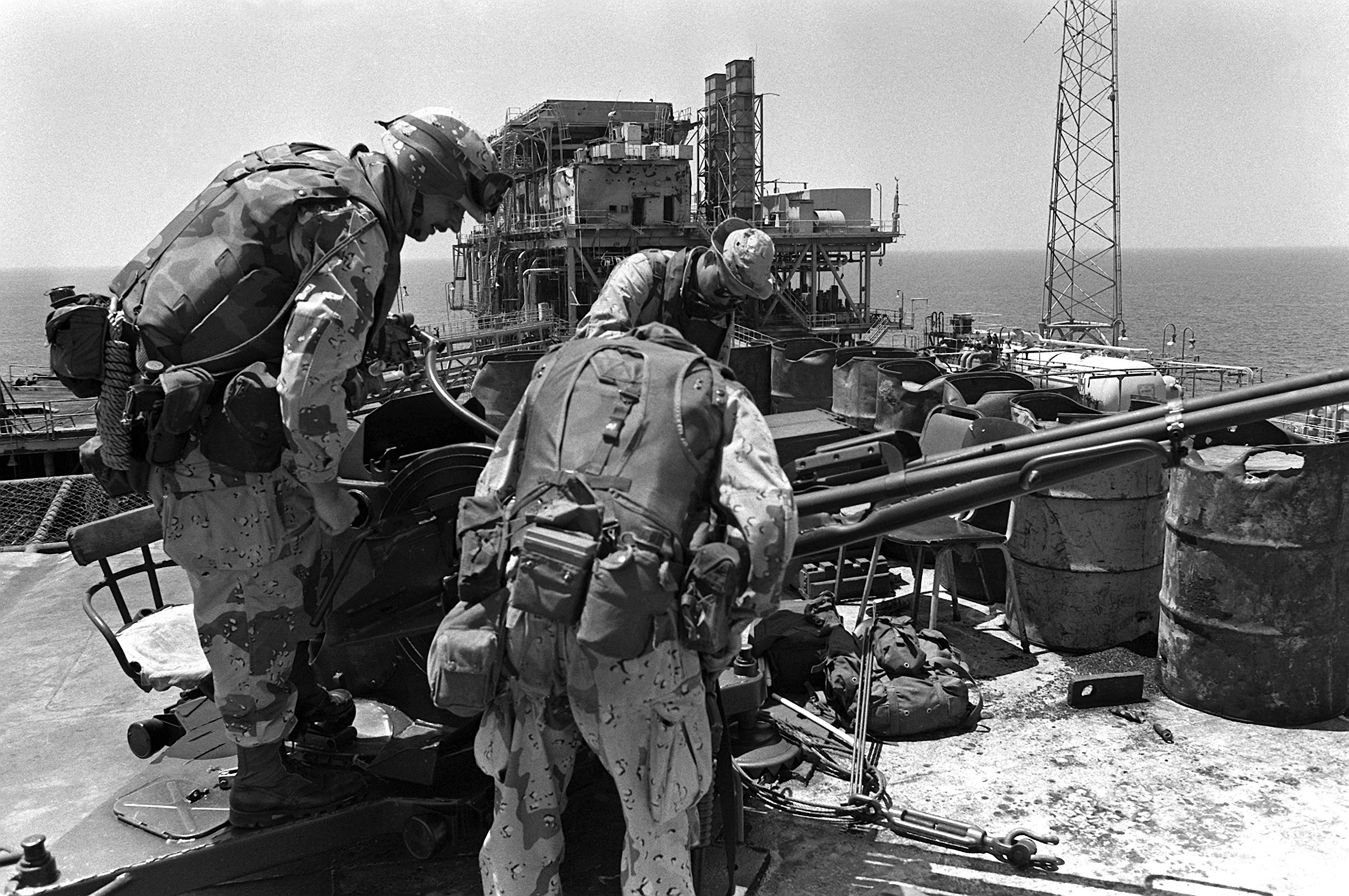
Американські морські піхотинці на нафтовій платформі «Сассан» розглядають зенітні установки ЗУ-23-2 після бою. 18 квітня 1988

Під час руху групи «Браво», у повітря піднялися літаки іранських ПС. Два винищувачі F-4 наблизилися до кораблів і почали бойові маневри, намагаючись атакувати. Ескадрений міноносець «Лінде Маккормік» активував радар зенітно-ракетного комплексу «Стандарт» SM-1MR і взяв іранські винищувачі на супровід. Цього вистачило, щоб іранські пілоти відступили. Кораблі продовжили слідування до платформи «Ракш», але на півдорозі операція зі знищення цієї платформи була скасована за наказом командування: уряд США хотів продемонструвати іранському уряду готовність до зниження напруженості протистояння.

### Група «Чарлі»
Друга група «Чарлі» у складі крейсера КРЗ «Вайнрайт», фрегатів «Сімпсон» і «Беглі» наблизилася до платформи «Сіррі». На борту перебував штурмовий загін SEAL, який мав завдання захопити та знищити платформу, але після того, як іранська охорона почала чинити запеклий опір, американські кораблі відкрили вогонь у відповідь. Після перестрілки командування дійшло висновку, що висадка десанту не потрібна через практично повне зруйнування нафтової платформи на острові Сіррі.

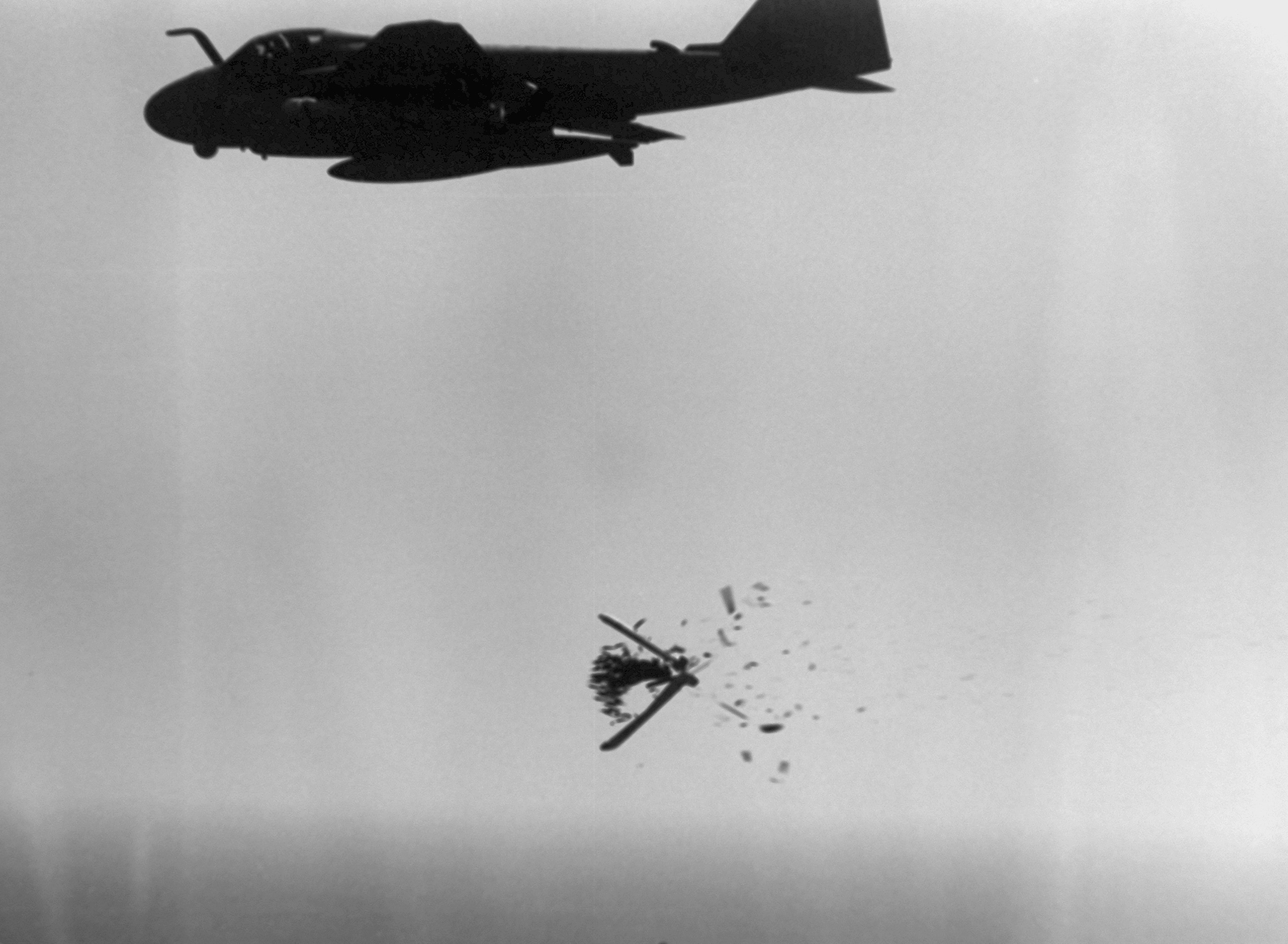
Штурмовик A-6 «Інтрудер» завдає удару по іранських катерах, скидаючи на них касетні бомби CBU-100 в операції «Прейінг Мантіс». 18 квітня 1988

У відповідь на цю атаку іранці розпочали контрдії, спрямовані проти американських кораблів. Формування легких катерів «Бохаммар», озброєних стрілецькою зброєю і гранатометами вийшло в Перську затоку і розпочало обстріли кількох цивільних і нейтральних кораблів у нейтральних водах. Від обстрілу постраждали транспортне судно під панамським прапором «Scan Bay», британський танкер «York Marine» і американський транспорт постачання «Willy Tide».
Два палубні штурмовики A-6 «Інтрудер» піднялися з борту атомного авіаносця «Ентерпрайз», який забезпечував авіаційну підтримку операції «Прейінг Мантіс», і завдали удару по іранських катерах, скинувши на них касетні бомби CBU-100. Один катер був потоплений, інші, отримавши пошкодження, відступили до острова Абу-Муса в іранські води.
Між тим, ситуація продовжила загострюватися. Іранський швидкісний ударний катер «Джошан» наблизився до американської групи «Чарлі». Флагманський корабель, крейсер «Вайнрайт» кілька разів передавав по радіо попередження із закликом іранському кораблю змінити курс і нарешті, бачачи безсумнівно агресивні наміри іранців, передав останнє попередження: «Зупиніть двигуни і покиньте корабель. Я маю намір потопити його».
У відповідь іранський ударний катер випустив протикорабельну ракету RGM-86 «Harpoon», але в результаті впливу на неї засобів РЕБ американських кораблів ракета пройшла повз цілі. У свою чергу фрегат «Сімпсон» випустив по іранському кораблю чотири ракети SM-1MR. Вслід за цим ракетний крейсер «Вайнрайт» випустив ще одну ракету SM-1ER, яка влучила в корпус катера.
Проте, «Джошан», попри влучення ракет, продовжував залишатися на плаву, хоч і був повністю був виведений з ладу, і тоді фрегат «Беглі» випустив по ньому ще одну протикорабельну ракету «Гарпун», але потрапляння він не добився. Після цього американські кораблі наблизилися до «Джошан» і добили його артилерійським вогнем.
Незабаром, до місця битви наблизилися два іранські винищувачі F-4. Крейсер «Вайнрайт» включив свій радар керування засобами ППО і взяв іранські літаки на супровід: один F-4 негайно відвернув, але другий продовжив атаку і тоді крейсер випустив по ньому дві ракети SM-1ER. Одна ракета розірвалася поруч з літаком, завдавши йому важких ушкоджень і змусивши припинити атаку. Пілот, проте, зміг дотягнути до берега і здійснити аварійну посадку на авіабазі Бендер-Аббас.
З порту Бендер-Аббас вийшов і попрямував до району бойових дій іранський фрегат «Саханд». Ворожий корабель був виявлений штурмовиками A-6 «Інтрудер», що баражували над полем бою. Навперейми іранському фрегату вирушив ескадрений міноносець «Джозеф Штраусс». Командир «Саханда» віддав наказ відкрити вогонь по американських літаках A-6 «Інтрудер», на що ті відповіли залпом двох ракет «Гарпун» та чотирьох ракет AGM-123 «Шкіпер» II з лазерним наведенням. Есмінець «Штраусс» випустив по іранському кораблю ракету «Гарпун». Більшість, а можливо усі боєприпаси, влучили в ціль, спричинивши великі пошкодження та пожежу. Внаслідок пожежі зайнялися льохи з бойовим запасами корабля й незабаром фрегат вибухнув та потонув.
Пізніше ще один іранський фрегат «Сабалан» підійшов до місця сутички і здійснив запуск ракети «поверхня-повітря» по літаках А-6E. Тоді A-6E скинули бомбу з лазерним наведенням Mk. 82 на корабель, які влучили у «Сабалан», залишивши його палаючим. Іранський фрегат, частково занурений кормовою частиною, був відбуксований іранським буксиром до порту; де його відремонтували та врешті повернули до строю.

### Іранська відповідь
За деякими даними, на знак помсти за атаки Іран здійснив пуск протикорабельних ракет китайського виробництва HY-2 з наземних баз по позиціях американської групи кораблів «Дельта». в Ормузькій протоці та по фрегату «Гарі» типу «Олівер Газард Перрі» в північній частині Перської затоки. Але усі ракети промахнулися через протиракетні маневри кораблів та використання технічних засобів омани, «пасток». Ймовірно, що одна ракета була збита 76-мм гарматою OTO Melara фрегата «Гарі». Пізніше Пентагон та представники адміністрації Рейгану заперечували факт, що будь-які ракетні атаки відбувалися, втім, це можливо, для того, щоб не допустити загострення подальшого конфлікту — оскільки вони публічно пообіцяли, що будь-які подібні напади призведуть до відплати проти цілей на іранській землі.

## Наслідки
У ході проведення американськими збройними силами операції «Прейінг Мантіс» іранські ВМС зазнали великих втрат: були потоплені один фрегат, один швидкісний катер і, як мінімум, три швидкохідні човни. Пошкоджено ще один фрегат та виведені з ладу дві морські платформи. Імовірно збитий (зазнав невідновлюваних пошкоджень) один літак F-4.
З американської сторони єдиною втратою став вертоліт морської піхоти AH-1T «Сі Кобра», обидва члени екіпажу якого загинули внаслідок авіаційної катастрофи.
Операція «Прейінг Мантіс» стала найбільшим військовим зіткненням між США й Іраном у ході ірано-іракської війни. Рішучі дії ВМС США стали одним з чинників, який остаточно переконав іранське керівництво в безнадії продовження війни і змусили аятолу Хомейні погодитися на перемир'я.